# フランケンシュタイン (1994年の映画)
『フランケンシュタイン』（原題：Frankenstein、別題：Mary Shelley's Frankenstein）は、1994年に公開された、イギリス・日本・アメリカ合作によるアメリカン・ゾエトロープ製作のホラー映画である。日本からはWOWOWが出資に参加している。
フランシス・フォード・コッポラが『ドラキュラ』（1992）に続いて制作した古典ホラー作品。原作の忠実な映画化というふれこみながら、従来の映画化とは異なるフランケンシュタイン像を描き出した。物語の終盤では、ヴィクターの手によって女性のクリーチャーも創造されている（エリザベスの首とジャスティンの胴体を繋ぎ合わせたという設定）。

## ストーリー
1794年、北極点へ探検に向かっていた船が、氷原で男性を救助した。男は船長のウォルトンに経緯を語った。
男の名はヴィクター・フランケンシュタイン。インゴルシュタットの大学で医学を志す学生だった。ヴィクターは自分が錬金術に傾倒していることを、医学の教授の一人であるクランプ教授に馬鹿にされる。その模様を聞いていた、科学による生命創造を追究し学会で異端視されていたウォルドマン教授が彼に話しかけ、ヴィクターは弟子となる。教授は自らの経験からヴィクターに苦言を呈すが、ヴィクターの探究心は止むことは無かった。
あるとき、大学の在る街に蔓延したコレラの予防にあたっていた教授が、予防措置を拒む片足の男に刺し殺されるという事件が起こる。師の横死に憤るヴィクターは、教授の研究ノートから生命創造の実験を始める。絞首刑にされた片足の男の死体を手に入れ、他の死体をも縫い合わせ、師の脳を入れ、実験を進めてゆく。連絡の途絶えたヴィクターを心配して訪れた婚約者のエリザベスを追い返してまで没頭した実験は成功し、継ぎ接ぎの死体は見事蘇る。しかし、その途端ヴィクターは自分の成した事態に恐れをなし、自ら生み出した醜いクリーチャーを捨て去り、医業のパートナーに迎えることにした学友のヘンリーと共にエリザベスと結婚するため故郷へと逃げ帰ってしまう。
造り主に捨てられたクリーチャーは生き延びたものの、醜さと人並み外れた力のために人々から嫌われ拒絶される。その後、町外れの貧乏な農家の豚小屋に隠れ、その家に住む親子と祖父の様子を観察する。そして、彼等が困っていることを知り、彼らの代わりに作物を収穫し家の前に置く。その家族は、これを森の精霊の仕業だと思い、森の精霊へのお礼として作物と花を贈る。クリーチャーはその贈り物に喜ぶ。また、親が子供に言葉を教える様子を観察したりして言語を習得し、自分が着ている服に入っていたヴィクター・フランケンシュタインの日記を読み始める。
そんなある日、その農家の元に借金の取立てがやってくる。取立人が祖父を虐待しているところにクリーチャーが現れ、その取立人から祖父を助ける。助けられた祖父は盲目なので醜い姿のクリーチャーを家に誘い、少し会話を交わす。しかし、物音を聞きつけた家族が家に帰り、クリーチャーがその原因だと思い無理矢理追い出してしまう。悲嘆にくれたクリーチャーだったが、森の精霊への贈り物である花を見て、これが自分があの“森の精霊”である証拠になり、彼らに受け入れられると考え、再び農家に戻る。しかし、家には誰もいなかった。あの後、すぐに引っ越したからだった。クリーチャーはヴィクターの日記を読み返し、そこに書かれている造られた人間が自分であることを知る。クリーチャーは自らの境遇と孤独を嘆き悲しみ、無人となった家に火を放ち、ヴィクターへ復讐することを誓って、ジュネーヴへと向かう。
ヴィクターとエリザベスの帰郷に前後して、クリーチャーはヴィクターの弟を殺し、その濡れ衣を着せられたジャスティンが絞首刑に処せられる。悲嘆にくれるヴィクターの前に姿を現したクリーチャーは、自分の伴侶を作ることを要求する。ヴィクターは一度は要求を呑むが、持ってきた死体がジャスティンだったため、造ることを拒絶する。怒ったクリーチャーはヴィクターの妻を復讐として殺すことを告げて消える。ヴィクターはクリーチャーを警戒しながら、エリザベスと結婚するが、結婚した夜にエリザベスがクリーチャーの手にかかって殺されてしまう。愛する者を蘇らせようと、ヴィクターは再び禁断の実験に手を染め、エリザベスの首にジャスティンの胴体を繋いだ人造人間が生まれるが、女クリーチャーは自らの醜さに絶望して自死し、クリーチャーは姿を消す。その後を今度はヴィクターが追って数か月、ここまで来たのだった。
語り終えたヴィクターは事切れる。その傍らに件のクリーチャーが現れ、探検隊の見守る前でヴィクターの遺体を抱きながら、自ら炎に包まれてゆく。それを見た船長ウォルトンは、何人犠牲が出ても北極点に行く気だったが、北極点到達を諦めて帰ることを決意する。

## キャスト
| 役名                             | 俳優                     | 日本語吹替 | 日本語吹替   |
| 役名                             | 俳優                     | ソフト版   | テレビ朝日版 |
| -------------------------------- | ------------------------ | ---------- | ------------ |
| クリーチャー/片足の男            | ロバート・デ・ニーロ     | 津嘉山正種 | 玄田哲章     |
| ヴィクター・フランケンシュタイン | ケネス・ブラナー         | 菅生隆之   | 鈴置洋孝     |
| ヘンリー                         | トム・ハルス             | 二又一成   | 牛山茂       |
| エリザベス                       | ヘレナ・ボナム＝カーター | 勝生真沙子 | 日野由利加   |
| ウォルドマン教授                 | ジョン・クリーズ         | 石森達幸   | 糸博         |
| ロバート・ウォルトン船長         | エイダン・クイン         | 中多和宏   | 野島昭生     |
| バロン・フランケンシュタイン     | イアン・ホルム           | 田原アルノ | 内田稔       |
| ジャスティン                     | トレビン・マクドーウェル |            | 安達忍       |
| グリゴーリ                       | ジミー・ユイル           | 笹岡繁蔵   | 辻親八       |
| クランプ教授                     | ロバート・ハーディ       | 亀井三郎   | 村松康雄     |
| 盲目の老人                       | リチャード・ブライアーズ | 北川米彦   |              |

- テレビ朝日版：初回放送1996年10月27日『日曜洋画劇場』

制作：グロービジョン、演出：左近允洋、翻訳：額田やえ子、調整：高橋久義、プロデューサー：圓井一夫・高橋由佳